# 尼曼 (百貨公司)
尼曼（Neiman Marcus Group, Inc.，最初為：Neiman-Marcus，或譯內曼·馬庫斯）是一家美國專售奢侈品的百貨公司，總部位於德克薩斯州達拉斯文藝復興大廈。

## 历史
該公司創立於1907年，2013年10月以60億美元的價格賣給阿瑞斯投資和加拿大退休金计划投资委员会（Canada Pension Plan Investment Board）。波道夫·古德曼也是其旗下的公司，但是有單獨的銷售渠道。
該公司由於2019冠状病毒病疫情和高負債而於2020年5月7日申請破產。

## 爭議
2013年，美國人道協會（Humane Society of the United States）檢測發現尼曼的部分人造毛皮衣物用的是真的狸毛，違反毛皮法案（Fur Act）。該公司實際在2007年也曾因同樣的問題遭到联邦贸易委员会調查。

## 外部連結
- 官方网站（英文）
- Neiman Marcus Group （页面存档备份，存于）
- Neiman Marcus Cookie Recipe 1 （页面存档备份，存于）
- Neiman Marcus Cookie Recipe 2
- NM Last Call Clearance Centers （页面存档备份，存于）
- The Department Store Museum: Neiman Marcus （页面存档备份，存于）